# Початок та поновлення гри (футбол)
Правило 8 футбольних правил визначає, як виконується початковий удар і розіграш «спірного м'яча».

## Жеребкування
Перед початком матчу відбувається жеребкування (наприклад, підкидання монети). Команда, що виграла жеребкування, визначає, у які ворота вона буде грати у першому таймі, друга — проводить початковий удар.
У наступному таймі команди міняються воротами, і команда, що вибирала ворота, виконує початковий удар.

## Початковий удар
Початковий удар виконується:
- на початку будь-якого тайму, основного чи додаткового;
- після забитого голу тією командою, у чиї ворота було забито гол.

Команди займають місця на своїй половині кожна, при цьому команда, що не виконує удар — поза центральним колом. 
М'яч нерухомо лежить у центрі поля. За сигналом арбітра гравець б'є по м'ячу вперед, і гра починається. При цьому той гравець, що вдарив, не може торкатися м'яча, поки його не торкнеться інший гравець.

## Штрафи
За повторне торкання супернику надається вільний удар.
За інші порушення початковий удар переграється.

## Спірний м'яч
При зупинці, яка не передбачена правилами, (м'яч, що лопнув, уболівальник, що вийшов на поле тощо) розігрується спірний м'яч. Для цього суддя вкидає м'яч у тому місці, де він знаходився у момент зупинки. Гра поновлюється, коли м'яч падає на землю.
Якщо хтось ударяє по м'ячу до того, як м'яч впав, спірний м'яч переграється. Переграється він і у тому випадку, коли м'яч виходить за межі поля, але ні один гравець його не торкнувся.
Якщо зупинка відбулася у воротарському майданчику, спірний м'яч розігрується на передній лінії майданчику, у точці, найближчій до місця зупинки.

## М'яч у воротарському майданчику
Також правило 8 описує дві ситуації, не пов'язані з початковим ударом і «спірним м'ячем».
Штрафний чи вільний удар, що розігрується із свого воротарського майданчика, може розігруватися з будь-якої його точки. Вільний удар, що розігрується з воротарського майданчика суперника, розігрується з його передньої лінії, з точки, найближчої до місця порушення.